# Karl Wirtz (Elektrotechniker)
Karl Wirtz (* 19. August 1861 in Darmstadt; † 3. September 1928 ebenda) war ein deutscher Elektroingenieur.

## Leben
Karl Wirtz wurde 1861 als Sohn des Darmstädter Lithografen Ferdinand Wirtz geboren. Er besuchte das Ludwig-Georgs-Gymnasium und studierte ab 1878 Physik an der Technischen Hochschule zu Darmstadt. Weitere Stationen des Studiums waren Leipzig (1880–1881, 1884–1886) und München (1883–1884). Nach dem Studium wurde er Lehrer an seinem früheren Gymnasium.
Bereits 1887 wechselte er als Assistent an das Physikalische Institut der Großherzoglichen Technischen Hochschule zu Darmstadt. Am 12. Juli 1890 promovierte er zum Dr. phil. an der Universität Gießen, da Technische Hochschulen zu diesem Zeitpunkt noch kein Promotionsrecht besaßen. Nach der Promotion wechselte er als Assistent zum Elektrotechnischen Institut der TH Darmstadt, das mit der Berufung von Erasmus Kittler 1882 eine stürmische Entwicklung vollzog. Wirtz war insbesondere für die Vorlesungen Allgemeine Elektrotechnik I und Messkunde verantwortlich. 1894 erhielt Karl Wirtz den zweiten Lehrstuhl für Elektrotechnik mit den Fächern Allgemeine Elektrotechnik I, Messkunde, Telegrafie und Telefonie. Mit seinen Vorlesungen über Telegrafie und Telefonie begründete er die Darmstädter Nachrichtentechnik. 1895 wurde er zum Mitglied der Leopoldina gewählt.
Wirtz ließ 1907 ein Laboratorium für drahtlose Telegrafie und Telefonie im Uhrturmgebäude einrichten, das 1904 von Friedrich Pützer gebaut wurde. Die Station auf dem 37 m hohen Turm hatte eine Reichweite von ca. 500 km. Eine zweite Station wurde in der 9 km entfernten Grube Messel platziert. Mit diesen beiden Stationen konnten Funksprüche aus Kap Poldhu (Cornwall, England) und Norddeich problemlos empfangen werden.
Wirtz war aufgrund der geringen Anzahl der Professoren in der Elektrotechnik mehrfach Dekan dieser Abteilung: 1895–1896, 1899–1902, 1905–1908, 1911–1914, 1917–1920, 1921–1923.
Überraschend starb Karl Wirtz im Alter von 67 Jahren am 3. September 1928 in Darmstadt.

## Ehrungen
- 1907: Ernennung zum Geheimen Hofrat